# Gà VBT
Gà VBT là những tổ hợp gà lai VTB và VTB1 được tạo ra từ các công thức lai giữa gà trống Yellow Godollo VCN-Z15 (Zolo) với gà mái Lương Phượng từ năm 2007. Đây là những tổ hợp gà lai lông màu, kiêm dụng, vừa nuôi lấy trứng, vừa nuôi lấy thịt có khả năng chịu nóng rất tốt.

## Gà VBT1
Gà 01 ngày tuổi lông màu vàng sáng, có sọc. Khi trưởng thành gà có màu lông nâu đất, điểm đốm vàng; chân nhỏ, da chân vàng, mào đơn, tích tai trắng bạc.Nuôi sinh sản, khối lượng gà mái khi vào đẻ đạt 1,8 – 1,9 kg/con; đẻ bói lúc 21 tuần tuổi; năng suất trứng đạt 185 - 190 quả, tỷ lệ đẻ bình quân đạt 52%; khối lượng trứng đạt 50 g/con và trứng có vỏ màu trắng phớt hồng, tiêu tốn thức ăn/10 trứng là 2,5 kg. Nuôi thịt có năng suất, chất lượng tương tự như gà Mía lai.
Được sử dụng làm gà mái nền rất tốt cho lai với các giống gà nội tạo gà thả vườn chất lượng cao.Gà VBT1 có sức sống tốt, thích nghi tốt với mọi phương thức chăn nuôi (công nghiệp, bán công nghiệp, nuôi bán chăn thả…), sản phẩm được đánh giá có chất lượng tốt… Đặc biệt, gà VBT1 nuôi sinh sản có khả năng chịu nóng rất tốt, nhiệt độ chuồng nuôi 36 - 37 độ C thể trạng và năng suất sinh sản vẫn bình thường

## Gà VBT
Giống VBT có đặc điểm nổi bật là lông ôm, tơi mượt, có ba màu chủ yếu: vàng đốm, vàng nâu đốm đen, nâu đốm hoa. Mào cờ đỏ tươi, mào tai đỏ, da, chân, mỏ đều màu vàng, tích tai màu trắng. Gà sinh trưởng nhanh, khả năng sinh sản khỏe, chất lượng thịt ngon. Năng suất trứng cao, khả năng chịu nóng tốt.
Gà đẻ lúc 145 – 147 ngày tuổi; năng suất trứng đạt 180 – 185 quả/mái/năm; khối lượng trứng đạt 54,5 g/quả; tỷ lệ lòng đỏ 30,1%; vỏ trứng phớt hồng; Tiêu tốn thức ăn cho 10 quả trứng đạt 2,3 – 2,4 kg. Khi ấp nở, tỷ lệ trứng có phôi đạt 94 -95%. 
Lúc 19 tuần tuổi, gà mái nặng 1.8 – 1,85 kg, gà trống 2,2 – 2,3 kg. So với các tổ hợp lai của Lương Phượng, gà VBT có khối lượng nhỏ hơn 200 g nhưng khả năng sinh sản cao hơn từ 10 – 15%. 